# Гарячківський ліс
Гаря́чківський ліс — ландшафтний заказник місцевого значення в Україні. Об'єкт природно-заповідного фонду Полтавської області. 
Розташований у межах Решетилівської міської громади Полтавського району Полтавської області, біля сіл Прокопівка та Білоконі.
Площа 365,8 га. Статус присвоєно згідно з рішенням Полтавської облради від 29.04.1993 року. Перебуває у віданні: ДП «Новосанжарський лісгосп» (Решетилівське лісництво, кв. 12, 13) — 160,2 га, Решетилівська сел/р — 182,6 га, Лобачівська с/р — 23 га.
Статус присвоєно для збереження лісостепових ландшафтів долини річки Говтва. Зростають заплавні та надзаплавні діброви (клен, липа, дуб). Також поширені чагарникові та лучно-болотні природні комплекси.